# Robby Unser
Pour les articles homonymes, voir Unser.
Robby Unser (né le 12 janvier 1968 à Albuquerque, Nouveau-Mexique) est un pilote automobile américain.

## Biographie
Fils de Bobby Unser, triple vainqueur de l'Indy 500, Robby s'est également illustré dans le sport automobile. Tradition familiale oblige, il participe à deux reprises aux 500 Miles d'Indianapolis, devenant le sixième membre de sa famille à prendre le départ de la célèbre épreuve.
Classé 5e pour sa première apparition sur le Brickyard en 1998, il termine 7e en 1999, mais ne parvient pas à se qualifier en 2000. Il participe également à plusieurs manches de l'Indy Racing League.
Avant de participer à l'IRL, Robby Unser s'était surtout rendu célèbre par ses prestations à la fameuse course de côte de Pikes Peak, qu'il a remportée à six reprises, dont une fois au volant de la Peugeot 405 Turbo 16 en catégorie Unlimited (1989), 4 fois en catégorie Open Wheel sur Chevrolet (1988, 1990, 1992, et 1994) et encore une fois sur Subaru Impreza ST en catégorie Open (2004).

## Famille Unser
- Son père: Bobby
- Ses oncles: Al et Jerry (décédé en 1959)
- Ses cousins: Al Jr. et Johnny